# آلبرتو باریسون
آلبرتو باریسون (انگلیسی: Alberto Barison؛ زادهٔ ۳ اوت ۱۹۹۴) بازیکن فوتبال اهل ایتالیا است.